# Wastines
Wastines is een dorp in de Belgische provincie Waals-Brabant. Samen met Malèves en Sainte-Marie-lez-Opprebais vormt het Malèves-Sainte-Marie-Wastines, een deelgemeente van Perwijs (Frans: Perwez). Wastines ligt het meest in het noordoosten aan het riviertje de Orbais.

## Geschiedenis
Op het eind van het ancien régime werd Wastines een gemeente. In 1822 werd de gemeente opgeheven en met Malèves-Sainte-Marie, dat in 1812 uit een fusie van Malèves en Sainte-Marie was ontstaan, samengevoegd tot Malèves-Sainte-Marie-Wastines.

## Bezienswaardigheden
- De Sint-Jan-de-Doperkerk (Église Saint-Jean-Baptiste) , waarvan de romaanse kerktoren van omstreeks 1100 in 1938 als monument werd beschermd. Het neoclassicistisch schip is van 1855.

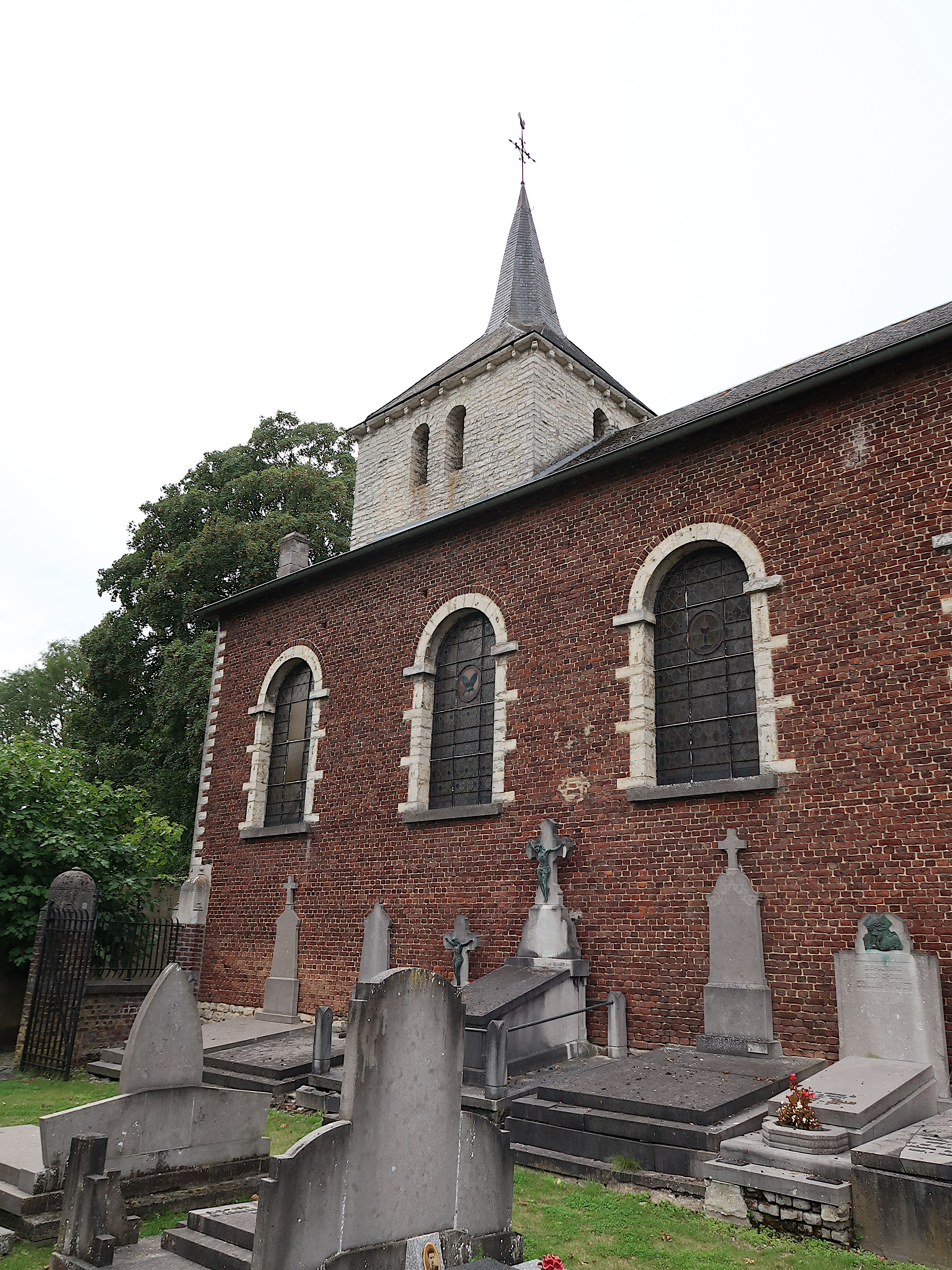
Église Saint-Jean-Baptiste
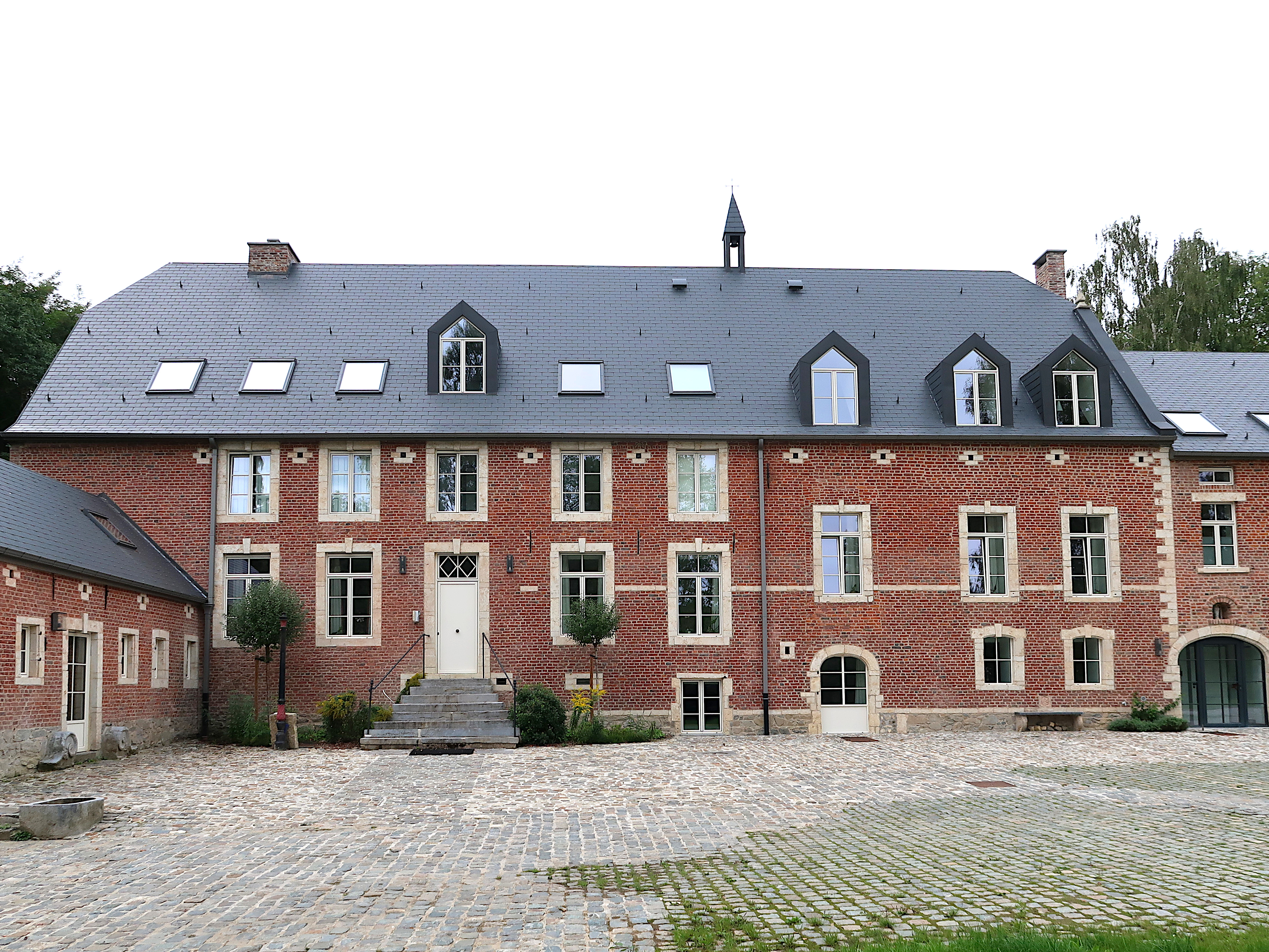
Manoir van Wastines (18e eeuw)
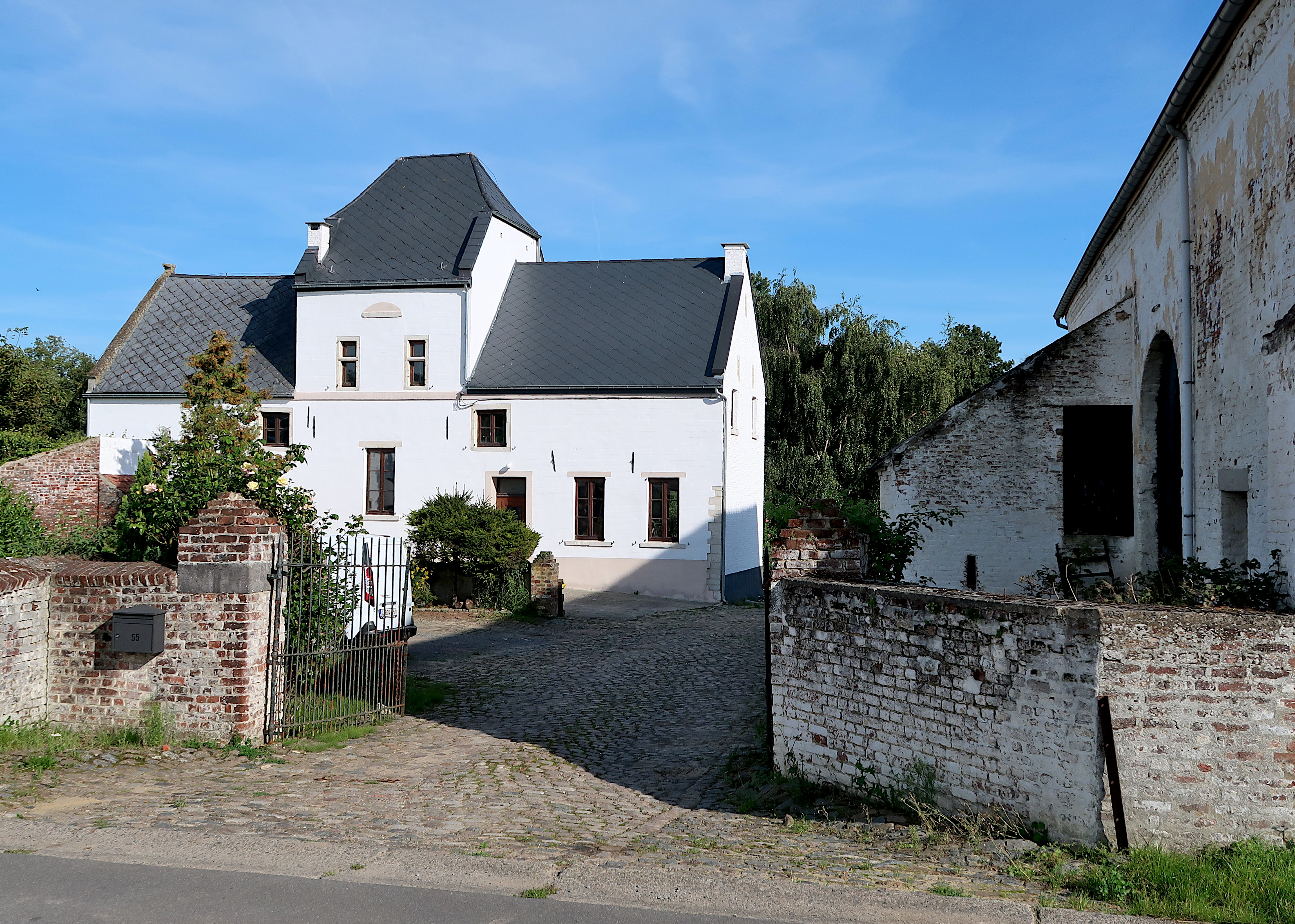
Hoeve De Brabant

## Natuur en landschap
Wastines ligt aan de Orbais. De hoogte aan de kerk bedraagt 132 meter.

## Nabijgelegen kernen
Sainte-Marie-lez-Opprebais, Sart-Risbart, Thorembais-les-Béguines, Opprebais
Deelgemeenten: Malèves-Sainte-Marie-Wastines · Orbais · Perwijs · Thorembais-les-Béguines · Thorembais-Saint-Trond

Overige dorpen en gehuchten: Jaussellette · Malèves · Odenge · Sainte-Marie-lez-Opprebais · Wastines

Belgische gemeenten · Arrondissement Nijvel · Waals-Brabant · Wallonië